# Selección de fútbol de Rumania
La selección de fútbol de Rumanía (en rumano: Echipa națională de fotbal a României) es el equipo representativo del país en las competiciones oficiales. Su organización está a cargo de la Federación Rumana de Fútbol, perteneciente a la UEFA.
Rumanía es uno de los cuatro países (junto con Bélgica, Brasil y Francia) en participar en las primeras tres Copas Mundiales de Fútbol, las únicas disputadas antes de la Segunda Guerra Mundial. En 1994, liderados por Gheorghe Hagi, lograron llegar hasta los cuartos de final del torneo disputado en los Estados Unidos, tras derrotar a uno de los candidatos, Argentina, por 3 a 2. Sin embargo, los penaltis ante Suecia impidieron que los rumanos llegaran a semifinales. Luego, también jugó el Mundial de Francia 1998, donde llegó tras una gran eliminatoria que le permitió ser cabeza de serie. Desde entonces, no ha vuelto a clasificar para la fase final de la Copa del Mundo. Aunque en dos ocasiones (eliminatorias de Corea/Japón 2002 y Brasil 2014) llegó a disputar sin éxito la repesca.
En la Eurocopa, su mejor participación fue en la Euro 2000, llegando también a cuartos de final.
La selección de fútbol de Rumanía disputa principalmente sus partidos de local en la capital Bucarest, hasta 2008 en el demolido Estadio Nacional Lia Manoliu y actualmente en el nuevo Arena Națională.

## Historia

### Primeros años

Rumania jugando contra en la Copa del Mundo 1930 en Uruguay

La Federación Rumana de Fútbol se estableció en octubre de 1909 en Bucarest. Rumania jugó su primer partido internacional el 8 de junio de 1922, una victoria por 2-1 sobre Yugoslavia en Belgrado, siendo entrenado por Teofil Moraru. Se emplearon varios entrenadores temporales, antes de que Moraru retomara el control en agosto de 1924, dirigiendo el equipo durante casi cuatro años. Rumania disfrutó de cierto éxito durante la década de 1930; el técnico Costel Rădulescu los llevó a las tres primeras ediciones de la Copa del Mundo, una hazaña que solo Brasil, Bélgica y Francia pueden igualar.

### Copas del Mundo en la década de 1930

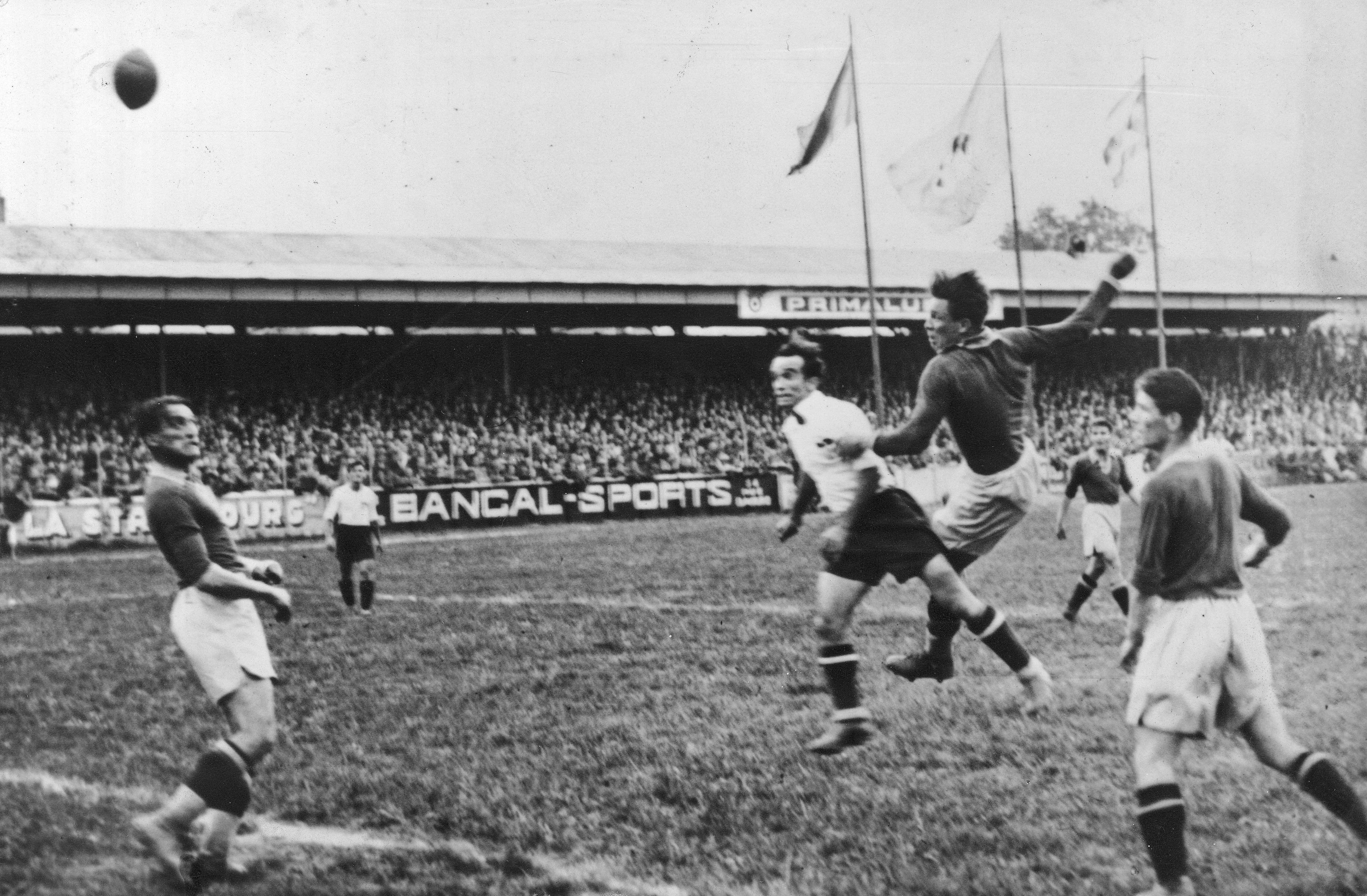
Rumania contra en la Copa del Mundo 1938

En la Copa del Mundo de 1930, Rumania ganó su primer partido contra Perú, 3-1, con goles de Adalbert Deșu, Constantin Stanciu y Nicolae Kovács y Samuel Zauber como portero, antes de ser goleado por 4-0 por los anfitriones y eventuales ganadores Uruguay.
Rumania se clasificó para la próxima Copa del Mundo en 1934 después de vencer a Yugoslavia 2-1 en una revancha de su primer partido internacional. En la final, Rumanía jugó solo un partido en un nuevo formato eliminatorio, perdiendo 2-1 ante Checoslovaquia en Trieste, con Ștefan Dobay anotando su único gol del torneo.
Rumania se clasificó por defecto para la Copa del Mundo 1938 después de que Egipto se retirara. Sufrieron una derrota impactante ante Francia y perdieron ante los debutantes, Cuba, que, al igual que Rumania, solo se había clasificado debido a la retirada de su oponente clasificatorio, Estados Unidos. El primer partido en el Stade du T.O.E.C. en Toulouse terminó 3-3 después de la prórroga. Pero Cuba ganó la repetición cuatro días después 2-1.

### Regreso a un Mundial después de 32 años (México 70)
A pesar de una goleada 3-0 de Portugal en Lisboa y dos empates poco convincentes contra Grecia, Rumania pudo clasificar para la Copa del Mundo de 1970 en México. El equipo prometedor de Angelo Niculescu tuvo el grupo más difícil, en el grupo 3 con Inglaterra, Brasil y Checoslovaquia.
Un gol de Geoff Hurst le dio a Inglaterra una estrecha victoria en el primer partido de Rumanía en el Estadio Jalisco en Guadalajara. Las posibilidades mejoraron con una victoria por 2-1 sobre los checos. A pesar de ir atrás temprano con un gol de Ladislav Petráš, Rumanía dio la vuelta después del descanso con Alexandru Neagu y Florea Dumitrache anotando para darles dos puntos vitales. Incluso entonces, solo una victoria sobre los excelentes brasileños los llevaría a los cuartos de final.
Hubo rumores antes del partido de que Brasil podría preferir que Rumanía progrese antes que Inglaterra, campeona del mundo; a pesar de vencerlos 1-0 en su partido anterior en Guadalajara, los gigantes sudamericanos todavía veían a Inglaterra como uno de sus mayores obstáculos para la victoria en el torneo. Pero Brasil jugó el mejor fútbol de la competencia, con Pelé anotando dos veces y un gol de Jairzinho en el medio tiempo. Rumania luchó valientemente; Dumitrache llevó el marcador a 2-1 antes del descanso y un gol tardío de Emerich Dembrowski hizo el 3-2, pero quedarían eliminados.

### Irregularidades en eliminatorias para la Eurocopa y el Mundial (1972-1978)

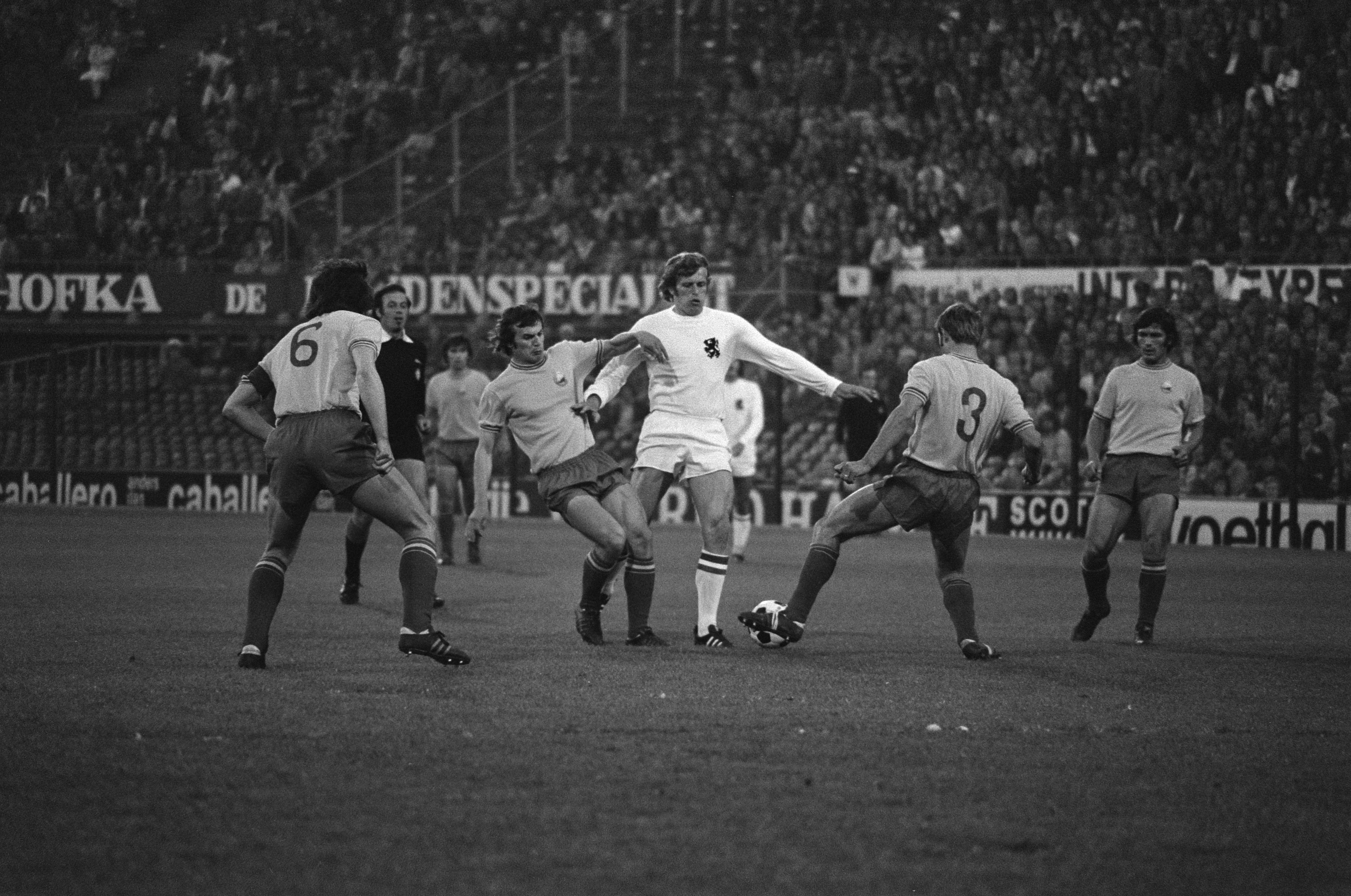
Rumania y los jugando un empate 0-0 en el Stadion Feijenoord (1974).

El 26 de septiembre de 1973, con el nuevo entrenador Valentin Stanescu, Rumanía sufrió una derrota significativa ante Alemania Democrática en Leipzig. Los alemanes orientales ganaron 2-0 para sellar efectivamente su primera clasificación para la Copa del Mundo de 1974, que se llevaría a cabo al otro lado de la frontera en Alemania Occidental. Con Alemania Oriental logrando una predecible victoria por 4-1 en Albania, Rumanía quedó fuera, a pesar de una gran victoria por 9-0 sobre Finlandia en Bucarest.
Rumanía siguió teniendo una mala racha para la Eurocopa. En su grupo de clasificación para la Eurocopa 1976, España los superó en la clasificación a pesar de un impresionante empate 1-1 en el partido fuera de casa. Rumanía no pudo ganar partidos, empató dos veces con Escocia y España, y perdió puntos en Dinamarca con un pésimo empate sin goles.
Rumanía fue nuevamente derrotada por España por un lugar en la Copa del Mundo de 1978 en Argentina. A pesar de una victoria por 1-0 en Bucarest, Rumanía perdió un extraño partido en casa ante Yugoslavia por 6-4 después de haber liderado 3-2 en el descanso. Finlandia ganó 1-0 en Belgrado para sellar el paso a América del Sur.

### Debut en la Eurocopa 1984 en Francia
La única campaña de clasificación exitosa de Rumanía entre 1970 y 1990 fue para la Eurocopa 1984 en Francia. En su grupo, Rumanía se enfrentó a España, la actual campeona, Alemania Federal y Portugal. Con el entrenador Mircea Lucescu, un partido inicial alentador en Saint-Étienne los vio empatar con los españoles. Francisco José Carrascoabrió el marcador desde el punto de penalti, pero Rumanía empató antes del descanso con un gol de Laszlo Bölöni.
Contra los alemanes en Lens, Marcel Coraș anotó el empate en el primer minuto del segundo tiempo en respuesta al primer gol de Rudi Völler, pero Völler anotaría un gol de la victoria. Su último partido en Nantes fue un partido imprescindible, pero el triunfo tardío de Nené significó que Portugal avanzó con España, que anotó un espectacular triunfo tardío contra Alemania Occidental en el Parque de los Príncipes de París.
Rumanía tartamudeó durante el resto de la década, pero un equipo más fuerte al final de la década los vio clasificarse para su quinta Copa del Mundo en 1990. Una victoria sobre Dinamarca en su último partido llevó al equipo de Emerich Jenei a la final por primera vez en 20 años.

### Generación dorada (1990-2000)

#### Copa del Mundo 1990 en Italia
El equipo de Rumanía se basaba en su totalidad en la liga local. El centrocampista Ilie Dumitrescu, el delantero Florin Răducioiu y el genial creador de juego Gheorghe Hagi, estaban en el equipo.
Con la campeona del mundo Argentina derrotada por Camerún en el partido inaugural del torneo, Rumanía no perjudicó sus posibilidades con una convincente victoria sobre la Unión Soviética en San Nicola en Bari, con Marius Lăcătuș anotando. El resultado fue aún más impresionante dada la ausencia de Hagi. Sin embargo, hubo controversia, ya que el segundo de Lăcătus fue un penalti dado por una mano de Vagiz Khidiatullin que las repeticiones televisivas mostraron claramente que estaban fuera del área de penalti.
Rumania fue una de las víctimas de Camerún en Bari. El héroe de culto Roger Milla, de treinta y ocho años, entró como sustituto de Emmanuel Maboang Kessack y anotó dos veces antes de que Gavril Balint descontara. Rumanía necesitaba un punto en su último partido contra la mejor Argentina en el San Paolo de Nápoles; Pedro Monzón le dio a Argentina la ventaja después de una hora, pero Balint empató rápidamente y Rumanía aguantó para llegar a octavos de final por primera vez en su historia.
Contra la Irlanda de Jack Charlton en Génova, Rumanía no tenía la calidad para derrotar a una oposición defensiva. Daniel Timofte fue el único jugador que falló en la tanda de penaltis —su tiro detenido por Packie Bonner— dando así la eliminación de Rumanía.

#### Copa del Mundo 1994 y mejor resultado en un Mundial
Rumanía se perdió la Eurocopa 1992. Escocia se clasificó después de que Rumanía empatara un partido imprescindible en Sofía contra Bulgaria, con el empate de Nasko Sirakov sellando su destino.
Rumania tuvo éxito, sin embargo, tuvo problemas en clasificarse para Copa del Mundo en los Estados Unidos en 1994. A pesar de perder ante Bélgica y sufrir una fuerte derrota por 5-2 contra Checoslovaquia, Rumania entró en su último partido en Cardiff Arms Park contra Gales necesitando una victoria para clasificar. Los goles de Gheorghe Hagi y Dean Saunders significaron que el juego estuvo finamente equilibrado, antes de que Gales recibiera un penalti. Paul Bodin dio un paso al frente, pero dio en el palo y Rumanía ganó 2-1. El gol tardío de Florin Răducioiu resultó innecesario, ya que Checoslovaquia perdió un punto en Bélgica y fue eliminada.
En su debut en el Rose Bowl de Pasadena ante Colombia, la cual era considerada como la favorita del grupo al clasificar de forma directa al mundial tras derrotar a Argentina por 0-5, sin embargo los rumanos lograron una victoria por 3-1 con goles de Florin Răducioiu por partida doble y Gheorghe Hagi, este último fue la figura del partido al asistir en los 2 goles de Răducioiu y al anotar en los 3/4 de cancha desde la banda lateral izquierda, sorprendiendo a Óscar Córdoba y siendo uno de los mejores goles del torneo.
En el Pontiac Silverdome de Detroit, la temperatura se disparó debido al efecto invernadero Suiza, aclimatada después de haber jugado contra los anfitriones allí, superó a Rumanía en la segunda mitad y convirtió un marcador de 1-1 en el medio tiempo en una sorprendente victoria por 4-1. Rumania respondió derrotando a los anfitriones 1-0 en Pasadena con un gol temprano de Dan Petrescu.
En los octavos de final, se enfrentaron a Argentina en Los Ángeles que fueron despojados de Diego Maradona, quien fue expulsado del torneo por dar positivo en el control de dopaje al finalizar el partido contra Nigeria. Răducioiu, sancionado, casi no se sintió su ausencia, ya que el entrenador Anghel Iordănescu empujó a Dumitrescu hacia adelante para jugar como delantero y el jugador respondió marcando dos goles en los primeros veinte minutos, uno de ellos con un soberbio y sutil golpe de izquierda desde un centro de la derecha de Hagi entre los dos. Defensores argentinos. En el medio, Gabriel Batistuta marcó un penalti, pero después del descanso Rumanía anotó un magnífico tercero en el contraataque, con Hagi superando al portero Luis Islas. Abel Balbo tiró uno atrás, pero Rumanía aguantó para una sorprendente victoria.
Rumanía volvería a sufrir la angustia por penales, en los cuartos de final ante Suecia en San Francisco. Con solo trece minutos para el final, se abrió un partido apretado cuando el sueco Thomas Brolin anotó en un inteligente tiro libre, el balón pasó fuera de la barrera rumana por parte de Håkan Mild para que Brolin entrara. Iordănescu tiró la precaución al viento y el regreso. Răducioiu encontró un empate tardío, nuevamente de un tiro libre, pero esta vez se redujo a un desvío y una falla de los suecos para despejar. En la prórroga, Răducioiu volvió a anotar tras un error de Patrik Andersson, pero Suecia luego anotó su propio gol del empate tardío cuando el delantero gigante Kennet Andersson superó al portero Florin Prunea para rematar de cabeza un balón largo. Prunea había entrado después de dos partidos para reemplazar a Bogdan Stelea, cuya confianza fue destrozada por la derrota por 4-1 ante los suizos. En la tanda de penaltis, Dan Petrescu y Miodrag Belodedici tuvieron sus tiros salvados por Thomas Ravelli y Suecia pasó a las semifinales.

#### Eurocopa 1996

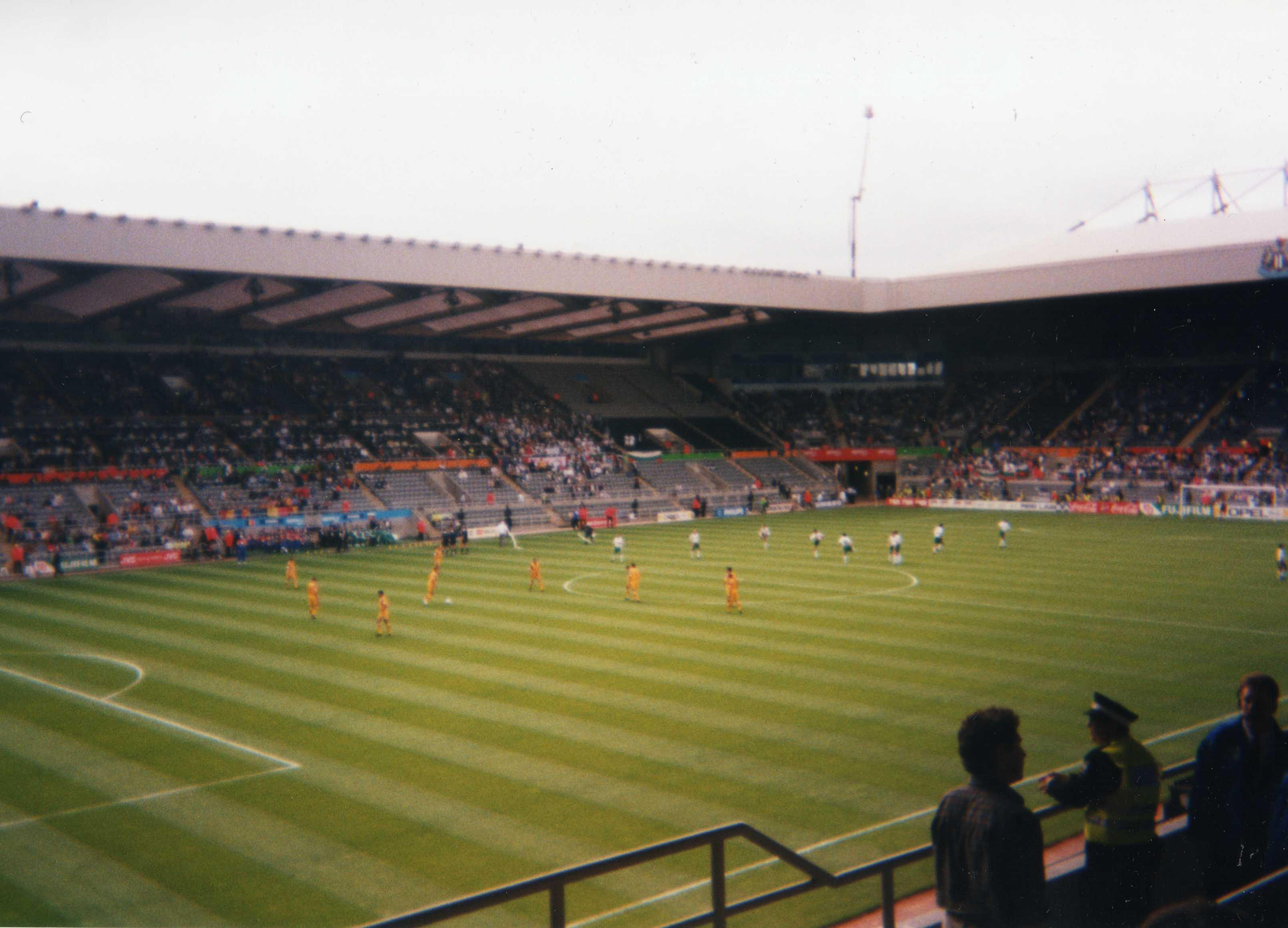
Rumania jugando contra Bulgaria en el St James' Park en la Eurocopa 1996.

En la Eurocopa 1996, celebrada en Inglaterra, Rumanía llegó como favorito para pasar a cuartos de final, sin embargo, todo fue un fracaso. Sus dos primeros partidos en St James' Park en Newcastle. Contra Francia, perdieron con un cabezazo de Christophe Dugarry que recuerda al de Kennet Andersson dos años antes, derrotando al portero con un pase elevado. Un gol temprano del delantero búlgaro Hristo Stoichkov en St James' Park puso a Rumania en desventaja, pero Dorinel Munteanu apareció para mantener a Rumania en el partido, y en el torneo, marcó un gol que golpeó el larguero y rebotó en la línea y se adentró en el arco. Sin embargo, el árbitro Peter Mikkelsen se limitó a agitar el juego y Rumania perdió el juego 1-0, una derrota que los eliminó del torneo. El entrenador inglés Harry Redknapp estaba entre la multitud ese día, y luego dijo que lo convenció allí mismo de que la tecnología de línea de gol era necesaria en el fútbol. Rumanía finalmente anotó en su último partido, Florin Răducioiu empató un gol temprano del español Javier Manjarín. España tenía que ganar para clasificarse con Francia a expensas de Bulgaria y lo hizo cuando Guillermo Amor se agachó para encabezar un ganador tardío.

#### Último Mundial: Francia 98
A pesar de su mala actuación en la Eurocopa 1996, Rumanía impresionó en la clasificación, terminando con diez puntos por encima de Irlanda y fue cabeza de serie, gracias a su gran actuación en 1994. A pesar de estar empatado en un grupo con Inglaterra, una Colombia en declive y Túnez, que volvía a un Mundial luego de veinte años; se esperaba la clasificación para la siguiente fase.
Adrián Ilie marcó el único gol en la victoria ante Colombia en el Estadio Gerland de Lyon. En Toulouse, se enfrentaron a Inglaterra, y un error del defensa Tony Adams, fue castigado por Viorel Moldovan, que jugaba en el Coventry City, antes de que Owen llegara a reclamar el empate. Pero Rumanía ganó con un maravilloso gol tardío de Dan Petrescu.
El siguiente partido fue contra Túnez, Rumanía decidió pintarse el cabello antes del partido. A pesar de que el partido entre Inglaterra y Colombia fuera el más decisivo, el Estadio de Francia en París vendió más de 80.000 entradas; y el público casi se vio recompensado con una sorpresa cuando Skander Souayah anotó un penalti temprano para dar a los norteafricanos la ventaja. Rumanía necesitaba un punto para ganar el grupo y, fundamentalmente, evitar a Argentina en los octavos de final, y lo consiguió cuando Moldovan logró el empate tardío de volea. Sin embargo, no les sirvió de mucho, ya que en el partido de octavos de final en Burdeos contra Croacia, Davor Šuker anotó un gol de penalti, eliminando a Rumania.

#### Euro 2000: el último torneo de una gran generación

Alineación de Rumania ante Inglaterra en la Eurocopa 2000

Rumanía tuvo una buena campaña de clasificación, ganando un difícil grupo 7 con Portugal, Eslovaquia, Hungría, Azerbaiyán y Liechtenstein. Los rumanos impresionaron, ya que no perdieron ningún partido y ganaron siete, además de empatar 3 veces, incluida una gran sorpresa en Oporto después de derrotar a Portugal gracias a un gol de Dorinel Munteanu. En Bucarest, el marcador terminó 1-1.
En la Eurocopa 2000, celebrada en Bélgica y los Países Bajos, Rumanía se enfrentaba a un grupo muy difícil contra Alemania, Inglaterra y Portugal. Las posibilidades de que los rumanos se clasifiquen para cuartos de final se consideraban escasas.
Rumanía, sin embargo, comenzó brillantemente contra los alemanes en Lieja, con Viorel Moldovan anotando. Sin embargo, Mehmet Scholl puso el empate. En el partido con Portugal, Costinha anotaría en el minuto 90 sorprendiendo a los rumanos que no pudieron hacer nada para empatar.
En el último partido en Charleroi ante Inglaterra, Rumanía tenía que ganar. A pesar de que Rumanía dominaba, así fue que se adelantaron con el gol de Cristian Chivu, pero Inglaterra remonto con un penalti de Alan Shearer y un gol de Michael Owen, ambos en los últimos cinco minutos de la mitad. Rumanía atacó después del descanso y fue recompensada rápidamente; pues Dorinel Munteanu anotó el empate. Inglaterra se quebró bajo la presión. Incapaces de retener la posesión o representar una amenaza de ataque, concediendo un penalti anotado por Ionel Ganea en el minuto 89.
Rumanía se enfrentó a Italia, por los cuartos de final, los derrotó cómodamente por 2-0 en Bruselas. Francesco Totti y Filippo Inzaghi marcaron.

### Primera década delsigloXXIy sequía mundialista (2000-2009)

#### Fracaso eliminatorio para Corea/Japón 2002 y Eurocopa 2004
Rumania fue agrupada junto con Italia, Hungría, Georgia y Lituania; empezarían con una victoria por la mínima ante Lituania en condición de local, el 7 de octubre se enfrentarían con Italia en Milán donde caerían por 3-0 y también serían derrotados por 0-2 de local.
Rumania agruparía una racha de victorias de local y visitante; ante Georgia por 0-2, Hungría por 2-0, Lituania por 1-2 y Hungría esta vez de visitante por 1-2; en la última fecha empatarían con Georgia 1-1 para así alcanzar los play-offs. Quedarían segundos con dieciséis puntos, cinco victorias, un empate y dos derrotas.
En los play-offs se enfrentarían a Eslovenia, la cual había logrado veinte puntos en su grupo; en el partido de ida los rumanos se adelantaron con gol de Marius Niculae, sin embargo, los eslovenos remontaron el partido con goles de Acimovic y Osterc. En el partido de vuelta en Bucarest, los rumanos tan solo sacaron un empate, eliminados por el global 3-2 y dando así la primera clasificación a Eslovenia para una Copa del Mundo.
La campaña para la Eurocopa celebrada en Portugal, agrupo a Rumania junto con Noruega, Dinamarca, Bosnia y Herzegovina y Luxemburgo.
Rumania empezaría las eliminatorias con una cómoda victoria por 0-3 en Sarajevo de visitante, sin embargo, tendría un tropiezo al caer por la mínima de local ante Noruega con un solitario gol de Steffen Iversen, casi al final del partido. Rumania se recuperaría al golear 0-7 a Luxemburgo con un triplete de Cosmin Contra y doblete de Viorel Moldovan, caería nuevamente de local, esta vez contra Dinamarca por un 2-5, volverían al triunfo nuevamente ante Bosnia y Herzegovina con un 2-0.
En las últimas dos fechas, Rumania tuvo dos victorias en sus manos. Sin embargo, les terminaron empatando en los últimos minutos; contra Noruega los rumanos se adelantaron con gol de Ionel Ganea, sin embargo, Ole Gunnar Solskjær empataría vía penal; ante Dinamarca, los daneses se adelantaron con gol de Jon Dahl Tomasson, sin embargo, Adrian Mutu y Daniel Pancu remontarían el partido, los daneses intentaron empatar hasta que en el minuto 90 + 5 Martin Laursen pondría las tablas quitándole así la victoria a los rumanos.
Rumania y Noruega empataron en puntos; pero, en enfrentamientos directos, Noruega ganó a Rumania por 4-1 dando así el paso a los nórdicos a los play-offs ante España.

#### Nuevo fracaso clasificatorio para una Copa del Mundo
Rumania fue encuadrada en un difícil grupo junto con los Países Bajos, República Checa, Finlandia, Macedonia del Norte, Armenia y Andorra.
Rumania empezaría su travesía con una ajustada victoria por 2-1 ante Finlandia de local; volverían a ganar de local esta vez ante Macedonia del Norte donde los rumanos se adelantaron con el gol de Daniel Pancu, pero Aleksandar Vasoski en el minuto 70 pondría las tablas, sin embargo, Adrian Mutu en el minuto 83 pondría el 2-1 definitivo. Golearían a Armenia por 1-5, con dobletes de Florin Cernat y Daniel Pancu. Después de hilar tres triunfos consecutivos, los checos derrotarían a los rumanos con gol de Jan Koller.
Sorpresivamente empatarían con Armenia 1-1 de visitante, volverían a ganar a Macedonia por 1-2 con doblete de Nicolae Mitea, perderían por 2-0 ante los tulipanes. En las últimas 4 fechas, hilarían 4 triunfos consecutivos ante Armenia por 3-0, Andorra por 2-0, República Checa 2-0 y ante Finlandia por 0-1. Quedarían terceros, a dos puntos del repechaje y siete del cupo directo.

#### Eurocopa 2008
En la clasificación para la Euro 2008 celebrada en Austria y Suiza, Rumania hizo una excelente campaña quedando puntera con veintinueve puntos producto de nueve victorias, dos empates y una sola derrota.
En la Eurocopa 2008, los rumanos fueron agrupados en el llamado grupo de la muerte junto con Italia, los Países Bajos y Francia. Empezarían con un aburrido empate 0-0 ante los franceses; ante los italianos, Rumania se adelantó con gol de Mutu, sin embargo, Panucci un minuto después empataría el partido, los rumanos dispondrían de un penalti que Gianluigi Buffon le tapó a Adrian Mutu.
Rumania llegaba a su última partido con chances de clasificar para los cuartos de final, pero necesitaban una victoria ante los Países Bajos; algo que no se dio, pues los neerlandeses la derrotaron 2-0 con goles de Huntelaar y Van Persie, eliminando así a Rumania del torneo.

#### Clasificatorias a Sudáfrica 2010
Rumania fue encuadrada en el grupo 7 junto con Serbia, Francia, Austria, Lituania e Islas Feroe.
En su debut de local ante Lituania perdió de forma sorpresiva por 0-3, posteriormente derrotaron de visita a las Islas Feroe por la mínima, luego de locales empataron con Francia por 2-2, de locales ante Serbia perdieron por 2-3 y de visita perdieron por la mínima ante Austria. 
En la segunda parte de la clasificación tuvo su revancha ante Lituania derrotándolos por la mínima, nuevamente empatarían con Francia, pero esta vez por un resultado de 1-1, luego de locales empataron con Austria por 1-1, ya sin opciones de clasificar perdieron como visitantes ante Serbia por una contundente goleada por 5-0 y en la última fecha los rumanos derrotaron a las Islas Feroe por 3-1, quedando penúltimos de su grupo con 12 puntos, siendo superado por Lituania por diferencia de gol y siendo su peor campaña clasificatoria en la primera década del siglo XXI.

### Segunda década delsigloXXI(2010-2019)

#### Clasificatorias a la Eurocopa 2012 y Brasil 2014
Para la Euro 2012 celebrada en Polonia y Ucrania, Rumania fue encuadrada en el grupo D junto con Albania, Francia, Bosnia y Herzegovina, Bielorrusia y Luxemburgo, quedandose sin opciones de clasificar tras quedar tercera de su grupo por detrás de Francia (clasificación directa) y Bosnia y Herzagovina (play-offs) al obtener 14 puntos, producto de 3 victorias, 5 empates y 2 derrotas.
En las clasificación para la Copa del Mundo de 2014, fue encuadrada en el grupo D, junto con los Países Bajos, Hungría, Turquía, Estonia y Andorra. 
En su debut clasificatorio, derrotaron de visita a Estonia por 0-2, posteriormente derrotaron de locales a Andorra por 4-0, luego derrotaron como visitantes a Turquía por la mínima, sin embargo de locales tuvieron una derrota por 1-4 ante los Países Bajos y finalizando la primera parte de las clasificatorias ante Hungría como visitantes, donde obtuvieron un empate de 2-2.
En la segunda parte de la clasificación empezaron perdiendo como visitantes por una goleada de 4-0 ante los Países Bajos, posteriormente de locales obtuvieron una victoria por 3-0 ante Hungría, luego de locales fueron derrotados por 0-2 por Turquía y finalizaron su campaña con 2 victorias ante Andorra y Estonia por 0-4 y 2-0 respectivamente, asegurando los play-offs al quedar segunda de su grupo con 19 puntos.
En los play-offs se enfrentaron a Grecia, la cual había empatado en puntos con Bosnia y Herzegovina, ambas con 25 puntos, pero Grecia quedó segunda de su grupo al tener menos goles a favor, en el partido de ida, disputado en El Pireo, fueron derrotados por 3-1 y en la vuelta en Bucarest obtuvieron un empate de 1-1, quedandose nuevamente a las puertas de la clasificación a un mundial.

#### Eurocopa 2016
Rumania tuvo una buena clasificación rumbo a la Eurocopa 2016 celebrada en Francia, tras haber quedado segunda de su grupo, producto de 5 victorias y 5 empates.
En la cita continental fue agrupada en el grupo A junto con el anfitrión, Suiza y Albania, en su debut ante Francia perdió por 2-1 en los últimos minutos del partido, posteriormente ante Suiza pese a ir ganando por la mínima tras un penal ejecutado por Bogdan Stancu a los 17 minutos de juego, Admir Mehmedi a los 57 anotó para los suizos, el partido terminó 1-1, en su úlitmo partido necesitaba una victoria para poder avanzar a los octavios de final, sin embargo ante Albania perdieron por la mínima, quedando última de su grupo con un solo punto.

#### Clasificatorias a Rusia 2018
Rumbo a Rusia 2018, Rumania fue agrupada en el grupo E junto con Polonia, Dinamarca, Montenegro, Armenia y Kazajistán.
En su primer partido empató de local ante Montenegro por 1-1, posteriormente de visitantes ante Armenia obtuvieron una victoria por una goleada de 0-5, luego ante Kasajistán de visita obtuvieron un empate sin goles, de locales ante Polonia perdieron por 0-3 y obtuvieron un empate sin goles ante DInamarca.
En la segunda parte de la clasificación perdieron contra Polonia por 3-1, ante Armenia lograron una victoria por la mínima, como visitantes ante Montenegro perdierón por la mínima, de locales ante Kazajistán lograron una victoria por 3-1, sin embargo fue un resultado que no sirvió luego de la victoria de Dinamarca como visitante ante Montenegro, quedando nuevamente sin opciones de clasificar, finalizó su campaña como visitantes con un empate ante los daneses, Rumania quedó cuarta de su grupo con 13 puntos.

#### Liga de Naciones 2018-19
En la nueva competencia de la UEFA, Rumania fue agrupada en el cuarto grupo de la liga C junto con Serbia, Montenegro y Lituania, logrando ascender de forma invicta a la liga B al obtener 12 puntos, producto de 3 victorias y 3 empates.

### Actualidad (2020-presente)

#### Clasificatorias a la Eurocopa 2020
La Euro 2020 celebrada en distintos países, uno de ellos Rumania, fue aplazada para el 2021 debido a la pandemia del coronavirus, Rumania en las clasificatorias había sido agrupada en el grupo E junto con España, Suecia, Noruega, Islas Feroe y Malta, quedando cuarta de su grupo con 14 puntos, producto de 4 victorias, 2 empates y 4 derrotas, tras su ascenso a la liga B en la Liga de Naciones se le otrogo la posibilidad de disputar los play-offs para lograr su clasificación, no obstante quedaron sin opciones de clasificar al perder en las seminfinales ante Islandia por 3-1, siendo junto con Azerbaiyán e Irlanda una de las selecciones anfitrionas que no lograron clasificar al torneo continental.

#### Liga de Naciones 2020-21
En la edición de 2020-21 de la Liga de Naciones, fue agregada en el grupo 1 de la liga B junto con Austria, Noruega e Irlanda del Norte, en su debut de locales ante los norirlandeses obtuvieron un empate de 1-1, ante Austria de visita lograron una victoria por 2-3, pero ante Noruega de locales obtuvieron una derrota por una goleada por 4-0.
En la segunda vuelta empezaron con una derrota de locales por la mínima ante Austria, en su partido de local ante Noruega, este fue suspendido luego de que las autoridades sanitarias de Noruega prohibieran a la selección viajar a Bucarest tras un caso positivo por COVID-19, la UEFA dio por ganado el partido a Rumania por 3-0, manteniendo la categoría luego de la victoria de Austria ante Irlanda del Norte, la cual certificó su ascenso a la liga A, los rumanos finalizaron de visita ante los norirlandeses, donde obtuvieron nuevamente un empate de 1-1.

#### Clasificatorias a Catar 2022
Rumbo a Catar 2022, Rumania fue agrupada en el grupo J junto con Alemania, Macedonia del Norte, Armenia, Islandia y Liechtenstein.
En su debut de local ante Macedonia del Norte obtuvieron una victoria por 3-2, de locales ante Alemania fueron derrotados por la mínima, como visitantes ante Armenia fueron derrotados por 3-2 en los últimos minutos del partido, de visita ante Islandia obtuvieron su revancha luego de quedar sin opciones de clasificar a la Euro 2020, derrotandolos por 0-2, luego ante Liechtenstein obtuvieron una victoria por 2-0.
En la segunda parte de la clasificación como visitatntes empatardon sin goles ante Macedonia del Norte, posteriormente perdieron como visitantes ante Alemania por 2-1 pese a que los rumanos se adelantaron en el marcador a los 9 minutos de juego, de locales ante Armenia lograron una victoria por la mínima, luego de locales ante Islandia perdieron puntos al obtener un empate sin goles, en la última fecha necesitaba una victoria como visitante ante Liechtenstein y que Macedonia del Norte no le ganara a Islandia, esto para poder disputar los play-offs, pero a pesar de la victoria ante Liechtenstein por 0-2, Macedonia del norte derrotó a Islandia por 3-1, quedándose nuevamente los rumanos sin opciones de clasificar al quedar tercera de su grupo con 17 puntos, uno menos que Macedonia del Norte, producto de 5 victorias, 2 empates y 3 derrotas. 

#### Descenso de categoría en la Liga de Naciones 2022-23
En la edición de 2022-23 de la Liga de Naciones, fue emparejada en el grupo 3 de la liga B junto con Bosnia y Herzegovina, Montenegro y Finlandia, descendiendo a la liga C al obtener 7 puntos, los mismos que Montenegro, pero con una peor diferencia de gol, producto de 2 victorias, un empate y 3 derrotas.

#### Eurocopa 2024
En la clasificación para a la Euro 2024 celebrada en Alemania, Rumania hizo una excelente campaña clasificatoria al quedar líder de su grupo de forma invicta, obteniendo 22 puntos, producto de 6 victorias y 4 empates.
En el torneo continental fue agrupada en el grupo E junto con Ucrania, Bélgica y Eslovaquia, en su debut ante los ucranianos, lograron una victoria por 3-0, siendo su primera victoria en la Euro desde la edición del 2000, en su siguiente partido fueron derrotados por 2-0 ante Bélgica y en el último paritdo ante Eslovaquia obtuvieron un empate de 1-1, los cuatro equipos obtuvieron 4 puntos, pero Rumania obtuvo el liderato del grupo al tener una mejor diferencia de gol, logrando avanzar a una segunda fase de una Euro por segunda vez en su historia.
En los octavos de final, se enfrentaron a los Países Bajos, terminando su campaña al ser derrotados por 0-3, a pesar de la eliminación mostraron una buena imagen tras muchos años sin destacar en competiciones internacionales.

#### Liga de Naciones 2024-25
En la edición de 2024-25 de la Liga de Naciones, fue emparejada en el grupo 2 de la liga C junto con Kosovo, Chipre y Lituania, logrando ascender de forma invicta a la liga B con 6 victorias, una de ellas por walkover en la penúltima fecha de locales ante Kosovo, este último decidió abandonar el partido en los descuentos del segundo tiempo tras los cánticos racistas de la afición local, haciendo que la UEFA diera por ganado el partido a Rumania y a su vez dándole una sanción económica a la Federación Rumana de Fútbol.

## Últimos partidos y próximos encuentros
Actualizado al último partido jugado el 7 de junio de 2025
| Fecha      | Ciudad     | Local                | Resultado | Visitante            | Competición                     |
| ---------- | ---------- | -------------------- | --------- | -------------------- | ------------------------------- |
| 22-06-2024 | Colonia    | Bélgica              | 2:0 (1:0) | Rumania              | Eurocopa 2024                   |
| 26-06-2024 | Frankfurt  | Eslovaquia           | 1:1 (1:1) | Rumania              | Eurocopa 2024                   |
| 02-07-2024 | Múnich     | Países Bajos         | 3:0 (1:0) | Rumania              | Eurocopa 2024                   |
| 06-09-2024 | Pristina   | Kosovo               | 0:3 (0:1) | Rumania              | Liga de Naciones UEFA 24/25     |
| 09-09-2024 | Bucarest   | Rumania              | 3:1 (1:1) | Lituania             | Liga de Naciones UEFA 24/25     |
| 12-10-2024 | Lárnaca    | Chipre               | 0:3 (0:3) | Rumania              | Liga de Naciones UEFA 24/25     |
| 15-10-2024 | Kaunas     | Lituania             | 1:2 (1:1) | Rumania              | Liga de Naciones UEFA 24/25     |
| 15-11-2024 | Bucarest   | Rumania              | 3:0       | Kosovo               | Liga de Naciones UEFA 24/25     |
| 18-11-2024 | Bucarest   | Rumania              | 4:1 (2:0) | Chipre               | Liga de Naciones UEFA 24/25     |
| 21-03-2025 | Bucarest   | Rumania              | 0:1 (0:1) | Bosnia y Herzegovina | Clasificación Copa Mundial 2026 |
| 24-03-2025 | Serravalle | San Marino           | 1:5 (0:2) | Rumania              | Clasificación Copa Mundial 2026 |
| 07-06-2025 | Viena      | Austria              | 2:1 (1:0) | Rumania              | Clasificación Copa Mundial 2026 |
| 10-06-2025 | Bucarest   | Rumania              | -:-       | Chipre               | Clasificación Copa Mundial 2026 |
| 05-09-2025 | Bucarest   | Rumania              | -:-       | Canadá               | Partido amistoso                |
| 09-09-2025 | TBD        | Chipre               | -:-       | Rumania              | Clasificación Copa Mundial 2026 |
| 09-10-2025 | Bucarest   | Rumania              | -:-       | Moldavia             | Partido amistoso                |
| 12-10-2025 | Bucarest   | Rumania              | -:-       | Austria              | Clasificación Copa Mundial 2026 |
| 15-11-2025 | TBD        | Bosnia y Herzegovina | -:-       | Rumania              | Clasificación Copa Mundial 2026 |
| 18-11-2025 | Bucarest   | Rumania              | -:-       | San Marino           | Clasificación Copa Mundial 2026 |

## Uniformes
| Primera equipación | (ver evolución) | Equipación actual |

## Estadísticas

### Copa Mundial de Fútbol
| Copa Mundial de Fútbol | Copa Mundial de Fútbol | Copa Mundial de Fútbol | Copa Mundial de Fútbol | Copa Mundial de Fútbol | Copa Mundial de Fútbol | Copa Mundial de Fútbol | Copa Mundial de Fútbol | Copa Mundial de Fútbol | Copa Mundial de Fútbol |
| Año                    | Ronda                  | Posición               | J                      | G                      | E                      | P                      | GF                     | GC                     | DG                     |
| ---------------------- | ---------------------- | ---------------------- | ---------------------- | ---------------------- | ---------------------- | ---------------------- | ---------------------- | ---------------------- | ---------------------- |
| 1930                   | Fase de grupos         | 8.ª                    | 2                      | 1                      | 0                      | 1                      | 3                      | 5                      | -2                     |
| 1934                   | Octavos de final       | 12.ª                   | 1                      | 0                      | 0                      | 1                      | 1                      | 2                      | -1                     |
| 1938                   | Octavos de final       | 9.ª                    | 2                      | 0                      | 1                      | 1                      | 4                      | 5                      | -1                     |
| 1950                   | No participó           | No participó           | No participó           | No participó           | No participó           | No participó           | No participó           | No participó           | No participó           |
| 1954                   | No clasificó           | No clasificó           | No clasificó           | No clasificó           | No clasificó           | No clasificó           | No clasificó           | No clasificó           | No clasificó           |
| 1958                   | No clasificó           | No clasificó           | No clasificó           | No clasificó           | No clasificó           | No clasificó           | No clasificó           | No clasificó           | No clasificó           |
| 1962                   | No clasificó           | No clasificó           | No clasificó           | No clasificó           | No clasificó           | No clasificó           | No clasificó           | No clasificó           | No clasificó           |
| 1966                   | No clasificó           | No clasificó           | No clasificó           | No clasificó           | No clasificó           | No clasificó           | No clasificó           | No clasificó           | No clasificó           |
| 1970                   | Fase de grupos         | 11.ª                   | 3                      | 1                      | 0                      | 2                      | 4                      | 5                      | -1                     |
| 1974                   | No clasificó           | No clasificó           | No clasificó           | No clasificó           | No clasificó           | No clasificó           | No clasificó           | No clasificó           | No clasificó           |
| 1978                   | No clasificó           | No clasificó           | No clasificó           | No clasificó           | No clasificó           | No clasificó           | No clasificó           | No clasificó           | No clasificó           |
| 1982                   | No clasificó           | No clasificó           | No clasificó           | No clasificó           | No clasificó           | No clasificó           | No clasificó           | No clasificó           | No clasificó           |
| 1986                   | No clasificó           | No clasificó           | No clasificó           | No clasificó           | No clasificó           | No clasificó           | No clasificó           | No clasificó           | No clasificó           |
| 1990                   | Octavos de final       | 12.ª                   | 4                      | 1                      | 2                      | 1                      | 4                      | 3                      | +1                     |
| 1994                   | Cuartos de final       | 6.ª                    | 5                      | 3                      | 1                      | 1                      | 10                     | 9                      | +1                     |
| 1998                   | Octavos de final       | 11.ª                   | 4                      | 2                      | 1                      | 1                      | 4                      | 3                      | +1                     |
| 2002                   | No clasificó           | No clasificó           | No clasificó           | No clasificó           | No clasificó           | No clasificó           | No clasificó           | No clasificó           | No clasificó           |
| 2006                   | No clasificó           | No clasificó           | No clasificó           | No clasificó           | No clasificó           | No clasificó           | No clasificó           | No clasificó           | No clasificó           |
| 2010                   | No clasificó           | No clasificó           | No clasificó           | No clasificó           | No clasificó           | No clasificó           | No clasificó           | No clasificó           | No clasificó           |
| 2014                   | No clasificó           | No clasificó           | No clasificó           | No clasificó           | No clasificó           | No clasificó           | No clasificó           | No clasificó           | No clasificó           |
| 2018                   | No clasificó           | No clasificó           | No clasificó           | No clasificó           | No clasificó           | No clasificó           | No clasificó           | No clasificó           | No clasificó           |
| 2022                   | No clasificó           | No clasificó           | No clasificó           | No clasificó           | No clasificó           | No clasificó           | No clasificó           | No clasificó           | No clasificó           |
| 2026                   | Por disputarse         | Por disputarse         | Por disputarse         | Por disputarse         | Por disputarse         | Por disputarse         | Por disputarse         | Por disputarse         | Por disputarse         |
| 2030                   | Por disputarse         | Por disputarse         | Por disputarse         | Por disputarse         | Por disputarse         | Por disputarse         | Por disputarse         | Por disputarse         | Por disputarse         |
| 2034                   | Por disputarse         | Por disputarse         | Por disputarse         | Por disputarse         | Por disputarse         | Por disputarse         | Por disputarse         | Por disputarse         | Por disputarse         |
| Total                  | 7/22                   | 28.ª                   | 21                     | 8                      | 5                      | 8                      | 30                     | 32                     | +2                     |

### Eurocopa
| Eurocopa | Eurocopa         | Eurocopa     | Eurocopa     | Eurocopa     | Eurocopa     | Eurocopa     | Eurocopa     | Eurocopa     | Eurocopa     |
| Año      | Ronda            | Posición     | J            | G            | E            | P            | GF           | GC           | DG           |
| -------- | ---------------- | ------------ | ------------ | ------------ | ------------ | ------------ | ------------ | ------------ | ------------ |
| 1960     | No clasificó     | No clasificó | No clasificó | No clasificó | No clasificó | No clasificó | No clasificó | No clasificó | No clasificó |
| 1964     | No clasificó     | No clasificó | No clasificó | No clasificó | No clasificó | No clasificó | No clasificó | No clasificó | No clasificó |
| 1968     | No clasificó     | No clasificó | No clasificó | No clasificó | No clasificó | No clasificó | No clasificó | No clasificó | No clasificó |
| 1972     | No clasificó     | No clasificó | No clasificó | No clasificó | No clasificó | No clasificó | No clasificó | No clasificó | No clasificó |
| 1976     | No clasificó     | No clasificó | No clasificó | No clasificó | No clasificó | No clasificó | No clasificó | No clasificó | No clasificó |
| 1980     | No clasificó     | No clasificó | No clasificó | No clasificó | No clasificó | No clasificó | No clasificó | No clasificó | No clasificó |
| 1984     | Fase de grupos   | 7.ª          | 3            | 0            | 1            | 2            | 2            | 4            | -2           |
| 1988     | No clasificó     | No clasificó | No clasificó | No clasificó | No clasificó | No clasificó | No clasificó | No clasificó | No clasificó |
| 1992     | No clasificó     | No clasificó | No clasificó | No clasificó | No clasificó | No clasificó | No clasificó | No clasificó | No clasificó |
| 1996     | Fase de grupos   | 15.ª         | 3            | 0            | 0            | 3            | 1            | 4            | -3           |
| 2000     | Cuartos de final | 7.ª          | 4            | 1            | 1            | 2            | 4            | 6            | -2           |
| 2004     | No clasificó     | No clasificó | No clasificó | No clasificó | No clasificó | No clasificó | No clasificó | No clasificó | No clasificó |
| 2008     | Fase de grupos   | 12.ª         | 3            | 0            | 2            | 1            | 1            | 3            | -2           |
| 2012     | No clasificó     | No clasificó | No clasificó | No clasificó | No clasificó | No clasificó | No clasificó | No clasificó | No clasificó |
| 2016     | Fase de grupos   | 19.ª         | 3            | 0            | 1            | 2            | 2            | 4            | -2           |
| 2020     | No clasificó     | No clasificó | No clasificó | No clasificó | No clasificó | No clasificó | No clasificó | No clasificó | No clasificó |
| 2024     | Octavos de final | 13.ª         | 4            | 1            | 1            | 2            | 4            | 6            | -2           |
| 2028     | Por definir      | Por definir  | Por definir  | Por definir  | Por definir  | Por definir  | Por definir  | Por definir  | Por definir  |
| Total    | 6/17             | 23.ª         | 20           | 2            | 6            | 12           | 14           | 27           | -13          |

### Liga de Naciones de la UEFA
| Liga de Naciones de la UEFA | Liga de Naciones de la UEFA | Liga de Naciones de la UEFA | Liga de Naciones de la UEFA | Liga de Naciones de la UEFA | Liga de Naciones de la UEFA | Liga de Naciones de la UEFA | Liga de Naciones de la UEFA | Liga de Naciones de la UEFA | Liga de Naciones de la UEFA | Liga de Naciones de la UEFA |
| Año                         | L                           | G                           | Ronda                       | J                           | G                           | E                           | P                           | GF                          | GC                          | DG                          |
| --------------------------- | --------------------------- | --------------------------- | --------------------------- | --------------------------- | --------------------------- | --------------------------- | --------------------------- | --------------------------- | --------------------------- | --------------------------- |
| 2018-19                     | C                           | 4                           | Segundo lugar               | 6                           | 3                           | 3                           | 0                           | 8                           | 3                           | +5                          |
| 2020-21                     | B                           | 1                           | Tercer lugar                | 6                           | 2                           | 2                           | 2                           | 8                           | 9                           | -1                          |
| 2022-23                     | B                           | 3                           | Cuarto lugar                | 6                           | 2                           | 1                           | 3                           | 6                           | 8                           | -2                          |
| Total                       | Total                       | Total                       | 3/3                         | 18                          | 7                           | 6                           | 5                           | 22                          | 20                          | +2                          |

### Juegos Olímpicos
| Juegos Olímpicos                                                                                         | Juegos Olímpicos              | Juegos Olímpicos              | Juegos Olímpicos              | Juegos Olímpicos              | Juegos Olímpicos              | Juegos Olímpicos              | Juegos Olímpicos              |
| Año | Ronda                         | J                             | G                             | E                             | P                             | GF                            | GC                            |
| --- | ----------------------------- | ----------------------------- | ----------------------------- | ----------------------------- | ----------------------------- | ----------------------------- | ----------------------------- |
| 1908 | No existía la selección       | No existía la selección       | No existía la selección       | No existía la selección       | No existía la selección       | No existía la selección       | No existía la selección       |
| 1912 | No existía la selección       | No existía la selección       | No existía la selección       | No existía la selección       | No existía la selección       | No existía la selección       | No existía la selección       |
| 1920 | No existía la selección       | No existía la selección       | No existía la selección       | No existía la selección       | No existía la selección       | No existía la selección       | No existía la selección       |
| 1924 | Octavos de final              | 1                             | 0                             | 0                             | 1                             | 0                             | 6                             |
| 1928 | No participó                  | No participó                  | No participó                  | No participó                  | No participó                  | No participó                  | No participó                  |
| 1932 | No hubo competición de fútbol | No hubo competición de fútbol | No hubo competición de fútbol | No hubo competición de fútbol | No hubo competición de fútbol | No hubo competición de fútbol | No hubo competición de fútbol |
| 1936 | No participó                  | No participó                  | No participó                  | No participó                  | No participó                  | No participó                  | No participó                  |
| 1948 | No participó                  | No participó                  | No participó                  | No participó                  | No participó                  | No participó                  | No participó                  |
| Desde 1952 los Juegos Olímpicos los disputan selecciones amateurs, y a partir de 1992 selecciones sub-23 |                               |                               |                               |                               |                               |                               |                               |
| Total | 1/7                           | 1                             | 0                             | 0                             | 1                             | 0                             | 6                             |

## Jugadores

### Última convocatoria
Los siguientes jugadores fueron convocados para disputar los partidos para la Clasificación para la Copa Mundial 2026 ante Bosnia y San Marino de marzo de 2025.
| N.º | Nombre            | Posición       | Edad    | PJ | Goles | Club                  |
| --- | ----------------- | -------------- | ------- | -- | ----- | --------------------- |
| 1   | Florin Niță       | Portero        | 37 años | 31 | 0     | Damac F. C.           |
| 12  | Horațiu Moldovan  | Portero        | 27 años | 12 | 0     | U. S. Sassuolo        |
| 16  | Ștefan Târnovanu  | Portero        | 25 años | 3  | 0     | F. C. FCSB            |
| 2   | Andrei Rațiu      | Defensa        | 27 años | 29 | 1     | Rayo Vallecano        |
| 3   | Mihai Popescu     | Defensa        | 32 años | 2  | 1     | F. C. FCSB            |
| 4   | Adrian Rus        | Defensa        | 29 años | 22 | 1     | Pisa S. C.            |
| 5   | Virgil Ghiță      | Defensa        | 27 años | 2  | 0     | K. S. Cracovia        |
| 8   | Alexandru Chipciu | Defensa        | 36 años | 47 | 6     | Universitatea Cluj    |
| 11  | Nicușor Bancu     | Defensa        | 32 años | 46 | 2     | Universitatea Craiova |
| 13  | Denis Ciobotariu  | Defensa        | 27 años | 1  | 0     | Rapid de Bucarest     |
| 15  | Andrei Burcă      | Defensa        | 32 años | 39 | 1     | Baniyas Club          |
| 23  | Deian Sorescu     | Defensa        | 27 años | 20 | 0     | Gaziantep F. K.       |
| 6   | Marius Marin      | Centrocampista | 26 años | 30 | 0     | Pisa S. C.            |
| 10  | Nicolae Stanciu   | Centrocampista | 32 años | 81 | 15    | Damac F. C.           |
| 14  | Ianis Hagi        | Centrocampista | 26 años | 47 | 6     | Rangers F. C.         |
| 17  | Dennis Politic    | Centrocampista | 25 años | 1  | 0     | Dinamo de Bucarest    |
| 18  | Răzvan Marin      | Centrocampista | 29 años | 67 | 12    | Cagliari Calcio       |
| 19  | Vlad Dragomir     | Centrocampista | 26 años | 1  | 0     | Pafos F. C.           |
| 20  | Dennis Man        | Centrocampista | 26 años | 35 | 9     | Parma Calcio          |
| 21  | Adrian Șut        | Centrocampista | 26 años | 5  | 0     | F. C. FCSB            |
| 22  | Alexandru Mitriță | Centrocampista | 30 años | 23 | 4     | Universitatea Craiova |
|     | Olimpiu Moruțan   | Centrocampista | 26 años | 16 | 1     | Pisa S. C.            |
| 7   | Denis Alibec      | Delantero      | 34 años | 43 | 6     | Farul Constanța       |
| 9   | Denis Drăguș      | Delantero      | 25 años | 22 | 5     | Trabzonspor           |
| DT  | Mircea Lucescu    | Entrenador     | 79 años |    |       |                       |

### Jugadores con más participaciones

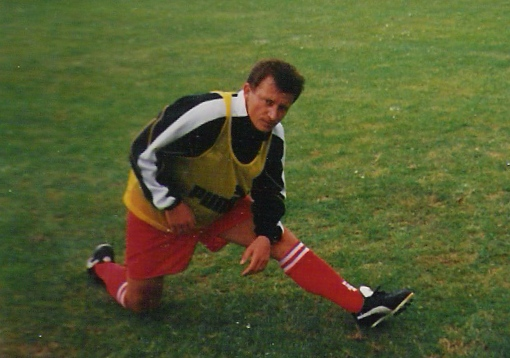
Dorinel Munteanu es el jugador con más partidos internacionales con Rumania habiendo jugado 134 partidos.

Actualizado el 14 de noviembre de 2021.
| #  | Jugador          | Periodo   | Partidos | Goles |
| -- | ---------------- | --------- | -------- | ----- |
| 1  | Dorinel Munteanu | 1991-2007 | 134      | 16    |
| 2  | Gheorghe Hagi    | 1983-2000 | 124      | 35    |
| 3  | Gheorghe Popescu | 1988-2003 | 115      | 16    |
| 4  | Răzvan Raț       | 2002-2016 | 113      | 2     |
| 5  | Ladislau Bölöni  | 1975-1988 | 102      | 23    |
| 6  | Dan Petrescu     | 1989-2000 | 95       | 12    |
| 7  | Bogdan Stelea    | 1989-2005 | 91       | 0     |
| 8  | Michael Klein    | 1981-1991 | 90       | 5     |
| 9  | Bogdan Lobonț    | 1998-2018 | 86       | 0     |
| 10 | Marius Lacatus   | 1984-1998 | 83       | 13    |
| 10 | Mircea Rednic    | 1981-1991 | 83       | 2     |

### Máximos goleadores
Actualizado el 14 de noviembre de 2021.
| # | Jugador           | Periodo   | Goles | PJ. | Promedio |
| - | ----------------- | --------- | ----- | --- | -------- |
| 1 | Adrian Mutu       | 2000-2013 | 35    | 77  | 0.45     |
| 1 | Gheorghe Hagi     | 1983-2000 | 35    | 124 | 0.28     |
| 3 | Iuliu Bodola      | 1931-1939 | 31    | 48  | 0.65     |
| 5 | Viorel Moldovan   | 1993-2005 | 25    | 70  | 0.36     |
| 5 | Ciprian Marica    | 2003-2014 | 25    | 72  | 0.35     |
| 6 | Ladislau Bölöni   | 1975-1988 | 23    | 102 | 0.23     |
| 7 | Dudu Georgescu    | 1973-1984 | 21    | 40  | 0.53     |
| 7 | Florin Răducioiu  | 1988-1996 | 21    | 40  | 0.53     |
| 7 | Anghel Iordănescu | 1971-1981 | 21    | 57  | 0.37     |
| 7 | Rodion Cămătaru   | 1978-1990 | 21    | 73  | 0.29     |

## Entrenadores
- A continuación se muestra la lista completa de todos los ex entrenadores de Rumania desde 1922 en adelante.
- Teofil Morariu (1922–1923)
- Constantin Rădulescu (1923)
- Adrian Suciu (1923–1924)
- Teofil Morariu (1924–1928)
- Constantin Rădulescu (1928–1934)
- Josef Uridil (1934)
- Peter Farmer (1934–1935)
- Constantin Rădulescu (1935–1938)
- Alexandru Săvulescu (1938)
- Liviu Iuga (1938–1939)
- Virgil Economu (1939–1940)
- Liviu Iuga (1940)
- Virgil Economu (1941–1942)
- Ion Lăpușneanu (1942–1943)
- Emerich Vogl (1943)
- Coloman Braun-Bogdan (1945)
- Virgil Economu (1946)
- Colea Vâlcov (1947)
- Emerich Vogl (1947)
- Francisc Ronnay (1947)
- Emerich Vogl (1948)
- Colea Vâlcov (1948, 1949)
- Petre Steinbach (1948)
- Iuliu Baratky (1948)
- Ion Mihăilescu (1949)
- Gheorghe Albu (1950)
- Volodea Vâlcov (1950)
- Emerich Vogl (1950–1952)
- Gheorghe Popescu I (1951–1957)
- Augustin Botescu (1958–1960)
- Gheorghe Popescu I (1961)
- Constantin Teașcă (1962)
- Gheorghe Popescu I (1962)
- Silviu Ploeșteanu (1962–1963)
- Ilie Oană (1965–1966)
- Constantin Teașcă (1967)
- Bazil Marian (1967)
- Ilie Oană (1967)
- Angelo Niculescu (1967–1971)
- Gheorghe Ola (1972)
- Angelo Niculescu (1972)
- Valentin Stănescu (1973–1975)
- Cornel Drăgușin (1975)
- Ștefan Kovács (1976–1979)
- Florin Halagian (1979)
- Constantin Cernăianu (1979)
- Ștefan Kovács (1980)
- Valentin Stănescu (1980–1981)
- Mircea Lucescu (1981–1986)
- Emerich Jenei (1986–1990)
- Gheorghe Constantin (1990)
- Mircea Rădulescu (1990–1992)
- Cornel Dinu (1992–1993)
- Anghel Iordănescu (1993–1998)
- Victor Pițurcă (1998–1999)
- Emerich Jenei (2000)
- Ladislau Bölöni (2000–2001)
- Gheorghe Hagi (2001)
- Anghel Iordănescu (2001–2004)
- Victor Pițurcă (2005–2009)
- Răzvan Lucescu (2009–2011)
- Victor Pițurcă (2011–2014)
- Anghel Iordănescu (2014–2016)
- Christoph Daum (2016–2017)
- Cosmin Contra (2017–2019)
- Mirel Rădoi (2019–2021)
- Edward Iordănescu (2022–2024)
- Mircea Lucescu (2024-presente)

## Palmarés

### Selección absoluta

#### Torneos oficiales
- Copa Mundial de Fútbol:
  - Cuartos de final (1): 1994.
- Eurocopa:
  - Cuartos de final (1): 2000.
- Juegos Olímpicos:
  - Cuartos de final (1): 1964.

### Selección sub-17
- Campeonato de los Balcanes Juvenil (2): 2001 y 2002.

### Selección sub-18
- Eurocopa Sub-18:
  - Campeón (2): 1955, 1956.
  - Campeonato de los Balcanes Juvenil (4): 1983, 1989, 1992 y 1993.

### Selección sub-19
- Eurocopa Sub-19:
  - Campeón (1): 1962.
  - Subcampeón (1): 1960.

### Selección sub-20
- Copa Mundial de Fútbol Sub-20:
  - Tercer lugar (1): 1981.

### Torneos amistosos
- Copa de los Balcanes (4): 1929-31, 1933, 1936 y 1977-80.
- Copa Nehru (1): 1991.
- Copa Rey Alexander (5): 1922, 1926, 1936, 1939 y 1940.
- Trofeo Mohamed V (1): 1977.
- Torneo Internacional de París (1): 1983.
- Torneo Internacional de Shanghái (2): 1991 y 1992.
- King's Cup (1): 1996.
- Trofeo Internacional de Chipre (3): 2001, 2004 y 2006.

### Torneos juveniles
- Torneo de Juniores de Cannes (sub-18): 1969.
- Juegos Mundiales Universitarios de Fútbol: 1972 y 1974.
- Torneo Wall Cup Beijing (sub-21): 1985.
- Torneo Internacional de Israel (sub-16): 1987.
- Rajiv Gandhi Gold Cup (sub-21): 1992.
- Torneio Vale do Tejo de Lisboa (sub-21): 2001.
- Gallini World Cup (sub-15): 2004.
- Trofeo Nereo Rocco (sub-16): 2006.
- Torneo Internazionale Maggioni-Righi (sub-17): 2006.
- FMF Cup Chisinau (sub-17): 2006 y 2007.
- Four Nations Cup Alpe-Adria (sub-21): 2011.
- Torneo Caput Mundi de Roma (sub-19): 2007, 2010, 2012 y 2013.
- Syrenka Cup (sub-17): 2015.